# Balata

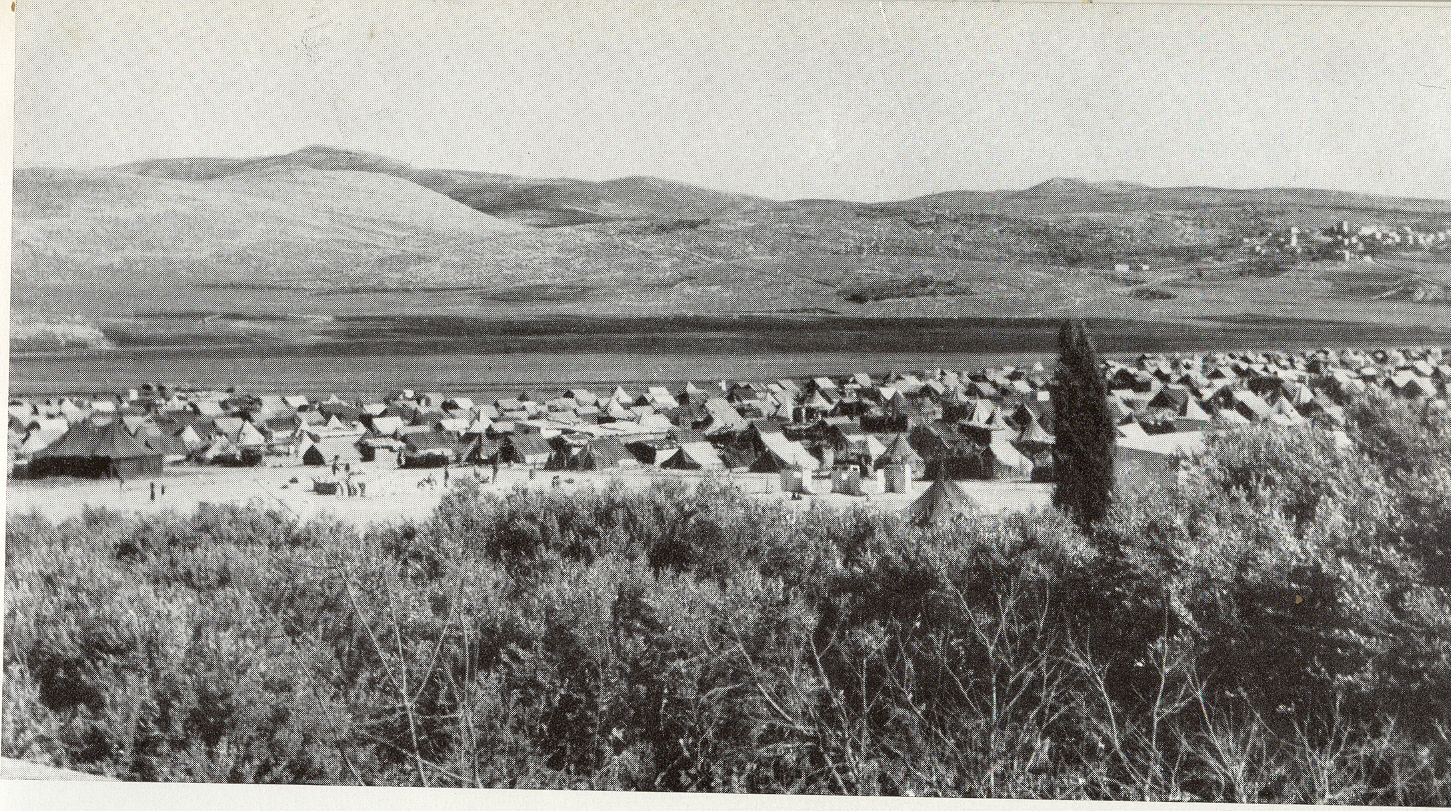
El camp de Balata en una imatge de la dècada de 1950.

El camp de refugiats de Balata (àrab: مخيم بلاطة, muẖayyam Balāṭa) és un camp de refugiats palestí situat a Nablus, al nord de Cisjordània. Fou creat el 1950 i actualment allotja, segons els registres, 17.645 refugiats palestins. Tot i així els residents del camp asseguren que el nombre de refugiats que hi resideixen és de més de 30.000 persones. Balata és actualment el camp de refugiats més gran de Cisjordània.
L'Agència de les Nacions Unides per als Refugiats de Palestina al Pròxim Orient (UNRWA) hi finança una escola amb, aproximadament, 4000 alumnes.
El camp de Balata és un dels llocs més densament poblats del món. En menys de dos quilòmetres quadrats de superfície hi ha registrades oficialment 30.000 persones vivint en blocs de formigó. La disposició del camp és producte de la seva creació; el 1950, les Nacions Unides donaren allotjament provisional als refugiats de l'àrea de Jaffa en aquest espai. Aquests refugiats rebutjaren inicialment les ofertes de les Nacions Unides, ja que manifestaven, d'aquesta manera, la seva decisió de retornar a casa seva. Al cap de dos anys, finalment acceptaren l'oferta de l'ONU i s'instal·laren de manera permanent a Balata, i abandonaren les tendes per instal·lar-se, al mateix lloc, en cases de formigó. El camp de Balata avui és tan dens perquè aquestes estructures de formigó es construïren en els espais deixats per les tendes i hi segueixen construint a sobre de les cases inicials. Hi ha carrers del camp que són tan estrets que la gent grossa no hi pot passar.